# Aki Kaurismäki
Aki Olavi Kaurismäki (Orimattila, 1957. április 4. –) finn filmrendező, forgatókönyvíró, színész, producer. Filmjeinek fontos alkotóeleme a tragédia, a szomorúság, a pesszimizmus, a melankólia és az irónia. Pályafutása során számos díjat nyert.

## Élete
A finnországi Orimattilában született 1957-ben, apja eladó volt. Gyerekkoráról azt mondta később, hogy korai évei vidáman teltek, és a „nap mindig sütött, még éjszaka is”. A filmekkel szülőfaluja mozijában ismerkedett meg az 1960-as évek elején. Egy interjúban így emlékezett vissza az első élményre: „Nem sokra emlékszem a filmből, csak arra, hogy arab kinézetű fickók üldözték Trazant”.
Aki Kaurismäki dolgozott postásként, mosogatóként és filmkritikusként, és elvégezte a tamperei egyetem médiaszakát, majd bátyjával, Mika Kaurismäkival megalapította saját filmkészítő- és forgalmazó cégét, a Villealfát. A vállalat elnevezését Jean-Luc Godard francia újhullámos rendező Alphaville (1965) című filmje inspirálta. Mika Kaurismäki szintén rendező, de ő kevésbé ismert külföldön, mint öccse. A két alkotó együtt a finn filmes termés egyötödét készítette 1980 és a korai 1990-es évek között. Felesége, Paula Oinonen festőművész, akivel 1989 óta Portugáliában él. Kaurismäki már korán elhatározta, hogy művészetből fog megélni, de először íróként képzelte el magát, míg a filmezést csak kiegészítő tevékenységnek tekintette.
1994-ben az élet értelmét egy magazin kérdésére úgy határozta meg, hogy „olyan személyes erkölcsi törvényeket kell elfogadni és követni, amelyek tiszteletben tartják a természetet és más emberi lényeket”. Aki Kaurismäki ezt a világlátást igyekezett filmjeiben és életében is megjeleníteni. Emiatt nemcsak filmes díjakat kapott, hanem különböző társadalmi szervezetek is kitüntették, mások mellett a finn állatvédő szövetség és az Amnesty International. 2008-ban a finn művészeti akadémia tagjának választották. Kaurismäkiról tudható, hogy sokat iszik, gyakran a forgatásokon is.

## Nagyjátékfilmjei

### 1981-1988

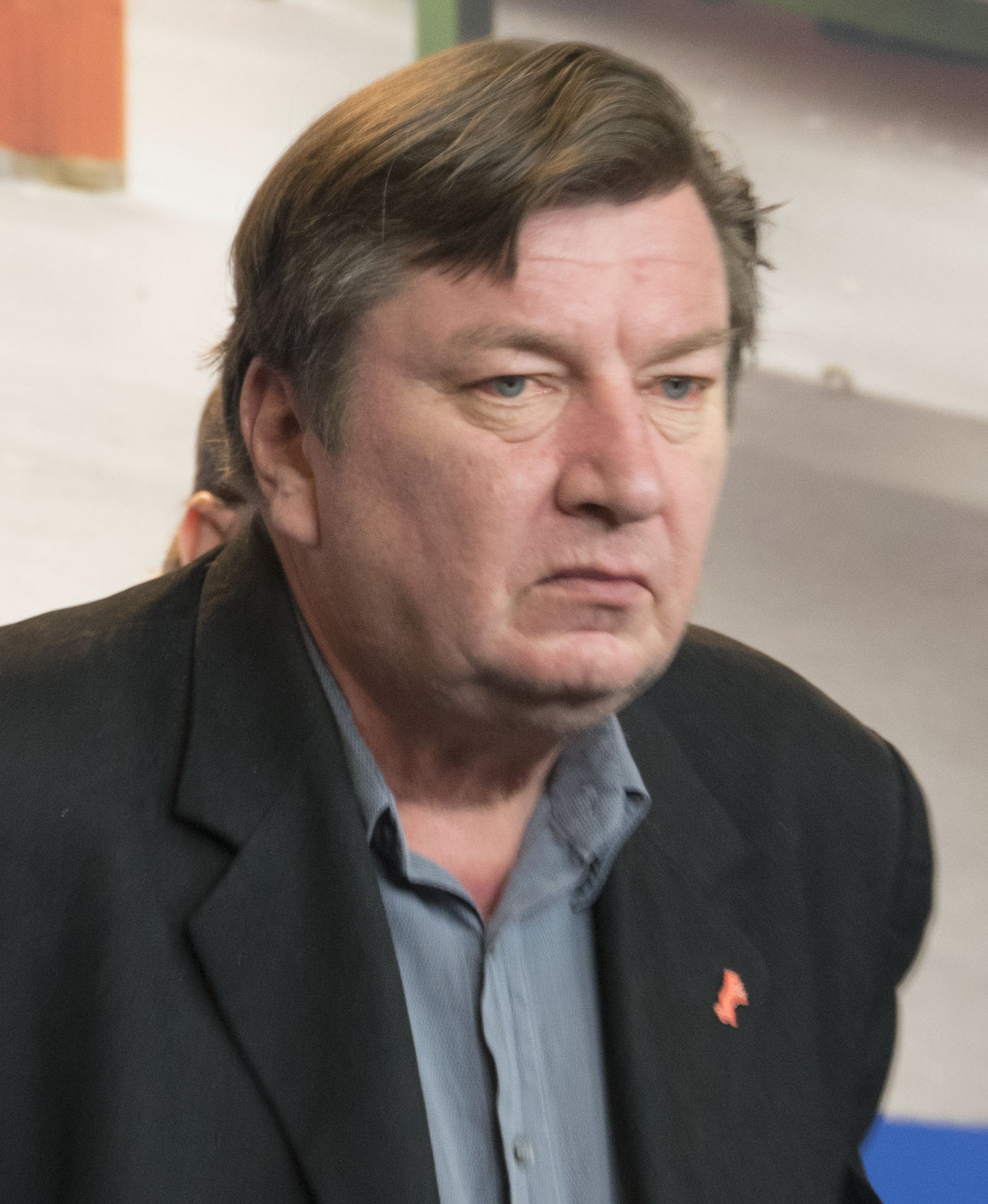
Kaurismäki a 2017-es Berlinálén

Aki Kaurismäki első filmes munkája a Valehtelija volt 1981-ben. A filmet testvére, Mika rendezte, míg ő forgatókönyvíró-társként és főszereplőként járult hozzá az alkotáshoz. A két testvér együttműködése a Saimaa-ilmiövel, a finn rockzenével foglalkozó dokumentumfilmmel folytatódott 1981-ben. Egy évvel később a Mika Kaurismäki által rendezett Arvottomat  következett.
Aki Kaurismäki első nagyjátékfilmje, a Bűn és bűnhődés (Rikos Ja Rangaistus) volt, amelyet Fjodor Mihajlovics Dosztojevszkij hasonló című regénye inspirált. Kaurismäki filmjének főszereplője egy volt jogászhallgató, aki egy vágóhídon dolgozik. Egy napon megkeresi azt a sofőrt, aki részegen elütötte a kedvesét, és hidegvérrel agyonlövi. A gyilkosságnak van egy szemtanúja, aki azonban nem árulja el őt a rendőrségnek, hanem egy jövő nélküli szerelmi kapcsolatba bonyolódik a volt diákkal. A hús- és csontdaraboló berendezések munkájának aprólékos bemutatása egyfajta metaforája annak, ahogy a rendező látja a világot: a kicsi, védtelen lényeket szétmorzsolják a hatalmas, ellenőrizhetetlen erők.
1985-ben készült a Calamari Union című filmje, amelyben tíz férfi, valamennyiük neve Frank, megpróbál Helsinki egyik végéből a másikba élve eljutni. Egy év múlva az Árnyak a Paradicsomban (Varjoja paratiisissa) következett, amely az úgynevezett Munkásosztály trilógia első darabja. Ez egy kukás és egy bolti eladólány szerelmi története, amelynek főhősei, kisebb bűnök elkövetése után, felülnek egy szovjet hajóra, és elindulnak Tallinnba, hogy ott kezdjenek új életet. Ebben a filmben megjelenik a rendező visszatérő cselekményszövése: egy magába forduló kívülálló mindenét elveszti, de találkozik élete szerelmével. Agyondolgozza magát, de élete különböző váratlan események miatt még inkább kisiklik, és nem marad más út számára, mint a menekülés, lehetőleg külföldre.
1987-ben mutatták be a Hamlet, az üzletember (Hamlet liikemaailmassa) című fekete-fehér filmjét, amely William Shakespeare Hamletjének alapján készült. A történet egy cégvezetésen belüli viszályt jár körbe: Claudius a norvég Wallenberget szemeli ki új üzletfélnek, és a hajók helyett gumikacsákat szeretne gyártani, de Hamlet megöli őt. Hamlet maga is bűnös, apja halálát okozta. A cég végül a norvég Wallenberg-Fortinbras tulajdonába kerül. Miközben a film követi a bosszút kereső fiú tradicionális történetét, Kaurismäki minden lehetőséget kihasznál, hogy az üzleti élet szereplőit, ahogy más filmjeiben is, a lehető legrosszabb színben mutassa be.
Az 1988-as Ariel (Ariel) a Munkásosztály trilógia második darabja. Főhőse egy fiatalember, aki ellopott pénzét akarja visszaszerezni, de végül ő kerül börtönbe. A fegyintézetben megismerkedik egy bűnözővel, akivel megszökik, és bűncselekményekbe bonyolódik. A főhős végül a rendőrből lett mészáros barátnőjével és annak gyerekével elhagyja Finnországot az Ariel nevű hajó fedélzetén. Kaurismäkinak ez a film hozta meg a nemzetközi ismertséget, amikor az amerikai filmkritikusok társasága a legjobb idegen nyelvű alkotásnak választotta az Arielt.

### 1989-1994

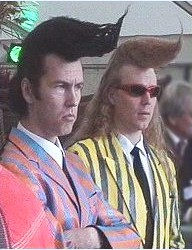
A leningrádi cowboyok

Az életműtől elütő groteszk Leningrád cowboys menni Amerika 1989-ben készült. A film egy furcsa orosz zenekar New Yorktól Mexikóig tartó útját mutatja be. A turné célállomása a Madison Square Garden helyett egy menyegző lesz. A filmben autókereskedőként feltűnik Jim Jarmusch is.
Ugyanebben az évben készült Aki Kaurismäki egyik legjobb filmje, a trilógia befejező darabja, A gyufagyári lány (Tulitikkutehtaan Tytto), amelynek magányos, csúnyácska főszereplője egyéjszakás kalandba bonyolódik egy férfival, és állapotos lesz. A férfi elutasítja őt. A lány, akit anyja és mostohaapja csak kihasznál, úgy dönt, végez azokkal, akik durván bánnak vele, és patkánymérget tölt az italukba. Végül a rendőrök viszik el munkahelyéről.
Az 1990-es Bérgyilkost fogadtam (I Hired a Contract Killer) finn-svéd-angol-német együttműködésben készült. A Londonban játszódó, angolul forgatott film főhőse egy magányos francia, Henri Boulanger, akit 15 év után elbocsátanak munkahelyéről. A férfi élete céltalan és üres, ezért elhatározza, hogy öngyilkos lesz. Mivel nem tudja megtenni, bérgyilkost fogad fel, hogy megölje őt. Ezután beleszeret egy fiatal nőbe, és megpróbálja a szerződést érvényteleníteni. Végül a tüdőrákos bérgyilkos megkönyörül rajta, és inkább magával végez.
Kaurismäki 1992-ben forgatta a Bohémélet (La vie de boheme) című filmjét, amely Henri Murger azonos című regénye alapján készült. Rodolfo, az albán festő Párizsban megismerkedik egy francia költővel és egy ír zeneszerzővel. Rodolfo a Szovjetunió bukása után a Nyugatot érő kelet-európai „invázió” megtestesítője. Koltai Ágnes kritikus megfogalmazásával: „A Bohémélet agyonzsúfolt történetében minden a melodráma körül forog, pontosabban: a melodráma elsikkasztása körül. Kaurismäki szinte belefojtja hőseit a blaszfémiába és a keserű paródiába, komor arccal járnak-kelnek, komoran szeretnek, komoran készítik műveiket, mégis, néha az az érzésünk, mindjárt kitör a harsány nevetés, felcsattan egy egészséges kacaj. De nem tör fel, a tragédiának mindenképpen be kell következnie.”
Két évvel később a rendező bemutatja Leningrad Cowboys Meet Moses című filmjét, amelyben a korábban megismert zenekar, „a világ legrosszabb rock and roll bandája” letelepedik Mexikóban, majd korábbi menedzsere javaslatára elindul vissza Oroszországba. Ugyanebben az évben került a mozikba a Vigyázz a kendődre, Tatyjána! (Pidä huivista kiinni, Tatjana). A road movie két férfi és két nő különösebb cél nélküli utazását mutatja be.

### 1995-2006
Az 1996-os Gomolygó felhők (Kauas pilvet karkaavat) főszereplői elvesztik az állásukat, és nem tudnak elhelyezkedni. A Juha (Juha) című fekete-fehér melodramatikus némafilm 1999-ben jelent meg. Egy klasszikus szerelmi háromszöget mesél el, amelyben az asszony megszökik egy férfival, és férje hiába próbálja őt visszaszerezni. A dráma egyetlen megoldása a vérbosszú.
2002-ben készült A múlt nélküli ember (Mies vailla menneisyyttä), a rendező legsikeresebb filmje. A mű középpontjában egy férfi áll, akit úgy összevernek, hogy elveszti az emlékeit. Az Üdvhadsereg gondoskodik róla, és a férfi beleszeret a szervezet egyik ápolónőjébe. A film Cannes-i fesztiválról elhozta mások mellett a zsűri nagydíját, és nevezték az Oscar-díjra is. Cannes-ban a rendező egymondatos beszédet tartott: „Először is magamnak köszönöm meg a díjat, másodsorban a zsűrinek.”
A 2006-os Külvárosi fények (Laitakaupungin valot) a Gomolygó felhők és A múlt nélküli ember után az úgynevezett Finnország-trilógia harmadik darabja. Címe Charlie Chaplin Nagyvárosi fények című alkotására utal, és a főszereplő, az éjjeliőr is hasonlít Chaplin csavargójához. A magányos éjjeliőrt senki nem kedveli. Az ebbe belenyugvó Koistinen élete akkor változik meg, amikor megismerkedik Mirjával, az első nővel, aki komolyabb érdeklődést mutat iránta. Az érdeklődés azonban nem igazi, a nő csak kihasználja a férfit, aki ezt sztoikus nyugalommal veszi tudomásul. A filmet Finnország jelölte az Oscar-díjra, de a rendező visszavonatta a nominálást.

### 2007-2017
A 2011-es Kikötői történet (Le Havre) Franciaországban játszódik, főszereplője Marcel, a cipőpucoló, aki gondjaiba vesz egy afrikai menekültet, és megpróbálja elérni, hogy ne toloncolják ki Európából. Legutóbbi filmje a A remény másik oldala, amelyet 2017-ben mutattak be, egy Finnországba érkező szír menekültről szól. A film berlini bemutatása alkalmából Aki Kaurismäki közölte: „várhatóan ez lesz az utolsó filmem. Fáradt vagyok, szeretném végre a saját életemet élni”. Néhány év kihagyás után azonban újra forgatott, 2023-ban mutatták be Hulló falevelek című alkotását.

## Egyéb munkái
- Rendezések – Aki Kaurismäki számos rövid- és dokumentumfilmet rendezett, valamint részt vett több nagy filmes vállalkozás, a Tíz perc trombita (2002), a Chacun son cinéma ou Ce petit coup au coeur quand la lumière s'éteint et que le film commence (2007) és a Centro Histórico (2012) egy-egy etűdjének elkészítésében. Rövid- és dokumentumfilmjei: Saimaa-ilmiö (1981), Rocky VI (1986), L.A. Woman (1987), Thru the Wire (1987), Rich Little Bitch (1987), Likaiset kädet  (1989), Leningrad Cowboys: Those Were the Days (1992), Leningrad Cowboys: These Boots (1993), Total Balalaika Show (1994), Oo aina ihminen (1996), Välittäjä (1996), Európa-képek (2004), Valimo (2007) és a Juice Leskinen & Grand Slam: Bluesia Pieksämäen asemalla (2013)[26]
- Színész – Valehtelija (1981), Arvottomat (1982), Huhtikuu on kuukausista julmin (1983), Apinan vuosi (1983), Vanavedessä (1984), Viimeiset rotannahat (1985), Calamari Union (1985), Ylösnousemus (1985), Árnyak a paradicsomban (1986), Rocky VI (1986), Bérgyilkost fogadtam  (1990), Shit Happens (1992), Leningrad Cowboys Meet Moses (1994), Iron Horsemen (1994), Mustasilmä-Susanna ja lepakkoluolan aarre (1996), Aaltra (2004), Vandaleyne (2015)[26]
- Számos filmnek írta a forgatókönyvét, valamint saját munkáin kívül több filmnek volt a producere, és alkotásait gyakran vágta is. Ő állította össze a Calamari Union zenéjét.[26]

## Elődei
Stílusát sokan hasonlították Jim Jarmusch-éhoz. A hasonlóságot Jarmusch sem tagadta, és el is vállalt egy rövid szerepet a Leningrad Cowboys menni Amerika című filmben. Termékenysége Rainer Werner Fassbinderrel rokonítja, habár Kaurismäki azt mondta, egyetlen filmjét sem látta a német újhullám korán elhunyt rendezőjének. Saját elmondása szerint nagy hatással voltak rá a francia új hullám rendezői, valamint a dán Carl Theodor Dreyer, a francia Robert Bresson, a spanyol Luis Buñuel, a francia Jean Vigo, a japán Ozu Jaszudzsiró, az amerikai Douglas Sirk és Samuel Fuller, aki fel is tűnik a Bohéméletben. A Gomolygó felhők mozijának előcsarnokában látható is Bresson A pénz című filmjének hirdetése.
Egy nyilatkozatában azt mondta, hogy „én állandóan lopok, és ezt nem próbálom titkolni”. Bevallottan Robert Bresson stílusát követi. Báron György filmesztéta szavaival, „mintha a Jarmusch–filmek posztmodern, new-wave-es egyszerűsége vegyülne Bresson puritán spriritualizmusával, az ifjú amerikai rendező szelíd iróniája a francia mester kérlelhetetlen komorságával”. Közös bennük a távolságtartás az érzelmektől és a lélektantól, valamint színészeik egyszerű, sallangmentes játéka.
Műveiben számos filmes utalás jelenik meg, szereplői sokat járnak moziba. Az Ariel főhősei egy Humphrey Bogart-filmet néznek, az Árnyékok a Paradicsomban című alkotásában a szerelmesek Sergio Leone A Jó, a Rossz és a Csúf című alkotására váltanak jegyet, A gyufagyári lány főhőse pedig valószínűleg a Marx fivérek egyik filmjét nézi a moziban.

## Jellemzői
Filmjeiben visszatérő elemek a gépsorok és a monoton tevékenységek. A Bűn és bűnhődés nyitóképei a húsaprító gépeket, A gyufagyári lány első snittjei a gyufakészítő berendezéseket, az Árnyak a Paradicsomban kezdete pedig a hulladékgyűjtés mutatja be részletesen. Visszatérő momentum a mészárszék, a hús szeletelése is. Kaurismäki alkotásai rövidek, ritkán érik el a nagyjátékfilmek általános minimumát, a kilencven percet. Az Árnyak a Paradicsomban 76 perces, a A gyufagyári lány 68 perces és a Vigyázz a kendődre, Tatyjána! is mindössze 60 perces.
Történetei lepusztult, sivár tájakon, ócska kocsmákban, koszos lakásokban, lélektelen gyárakban játszódnak, és a környezet kelet-európai, oroszos atmoszférát áraszt. A rendező emiatt mondta, hogy „bizonyos szempontból mi is egy kicsit oroszok vagyunk”. (Bátyjával egy Moszkva nevű kocsmát is üzemeltet Helsinkiben, a Modern Művészetek Múzeumában.) „A lepusztult, sivár lakások, az ormótlan, régi automobilok, a kopott, suta öltözékek (...) egyszerre idézik az ötvenes, a hetvenes éveket és korunkat. Csak annyit állíthatunk biztosan, hogy idejük a huszadik század második fele, s legalább ennyire kétséges a színterük is: mintha Európa végvidékén járnánk, a Kelet és a Nyugat határán, a szónak nem földrajzi, inkább társadalmi-történeti-kulturális értelmében” – írta Báron György. Filmjei minimalisták, aszketikusak.
Stílusa összetéveszthetetlen. Desson Thomson, a The Washington Post filmkritikusa azt írta róla, hogy „aki már látott egyetlen Kaurismäki-filmet, az látta az összeset, de azért meg kell nézni mindet”. Filmjeinek visszatérő motívuma a bűn. A főhősök az őket körülvevő kegyetlen világ miatt lesznek bűnösök. A Bűn és bűnhődés főhőse bosszút áll a gázolón, míg A gyufagyári lány a vele ellenségesen viselkedő környezetét itatja meg méreggel saját nyomorúsága miatt. Kaurismäki főhőseit az érzelmek, szenvedélyek mozgatják, de tettüket közönyösen, szenvtelenül hajtják végre. Nem filozofálgatnak, csak teszik a dolgukat, amikor az igazi bűnösöket megbüntetik. Filmjei – Király Hajnal filmesztéta megfogalmazása szerint – „az örök vesztesek komédiája a nagyok és kiváltságosok klasszikus tragédiájával szemben”.
Kaurismäki alkotásaiban fontos szerepet kap a zene. Szereti alkalmazni a rockot, de filmjeiben általában hangsúlyosabbak az érzelmes, buta szövegű, szentimentális slágerek. Báron György írta róluk, „semmi paródia nincs ezekben a felcsendülő slágerekben: véresen komolyak e dalok, az érzelmek egyetlen kifejeződési formái az érzelemszegény, rideg közegben, a visszafojtott filmes melodráma összegzései”. Filmjeiben feltűnik még a blues, a rockabilly és a korai punk rock. A Bérgyilkost fogadtam című filmben a The Clash énekese, Joe Strummer is játszik egy számot.

## Filmográfia
- Bűn és bűnhődés (1983)
- Calamari union (1985)
- Árnyak a Paradicsomban (1986)
- Hamlet, az üzletember (1987)
- Ariel (1988)
- A gyufagyári lány (1989)
- Leningrad Cowboys menni Amerika (1989)
- Bérgyilkost fogadtam (1990)
- Bohémélet (1992)
- Leningrad Cowboys meet Moses (1993)
- Vigyázz a kendőre, Tatyjána! (1994)
- Gomolygó felhők (1996)
- Juha (1999)
- A múlt nélküli ember (2002)
- Külvárosi fények (2006)
- Kikötői történet (2011)
- A remény másik oldala (2017)
- Hulló falevelek (2023)

## Fontosabb díjai
Jussi-díj
- Bűn és bűnhődés – Legjobb első film, legjobb forgatókönyv (1984)
- A gyufagyári lány – Legjobb rendező (1990)
- Bohémélet – Legjobb rendező (1993)
- Gomolygó felhők – Legjobb rendező, legjobb forgatókönyv (1997)
- A múlt nélküli ember – Legjobb rendező, legjobb forgatókönyv (2003)
- Külvárosi fények – Legjobb film (2007)
- Kikötői történet – Legjobb film, leghobb rendezés, legjobb forgatókönyv (2012)

Moszkvai Nemzetközi Filmfesztivál
- Ariel – FIPRESCI-díj (1989)

Berlini Nemzetközi Filmfesztivál
- A gyufagyári lány – Interfilm-díj, OCIC-díj (1990)
- Bohémélet – FIPRESCI-díj (1992)
- Juha – C.I.C.A.E.-díj (1999)
- Tulitikkutehtaan tyttö – Interfilm-díj, OCIC-díj (2017)

Cannes-i fesztivál
- Gomolygó felhők – Az ökumenikus zsűri külön dicsérete (1996)
- A múlt nélküli ember – Nagydíj (2002)
- Kikötői történet – FIPRESCI-díj, az ökumenikus zsűri külön dicsérete (2011)

São Paulo-i Nemzetközi Filmfesztivál
- Gomolygó felhők – Közönségdíj (1996)

Tromsøi Filmfesztivál
- Gomolygó felhők – Legjobb külföldi film (1996)

Hamburgi Filmfesztivál
- Douglas Sirk-díj (2002)

San Sebastian-i Nemzetközi Filmfesztivál
- A múlt nélküli ember – FIPRESCI-díj (2002)

Bangkoki Nemzetközi Filmfesztivál
- A múlt nélküli ember – Arany Kinnaree-díj a leghobb forgatókönyvért(2002)

Chicagói Nemzetközi Filmfesztivál
- A múlt nélküli ember – Leghobb külföldi film (2002)

Müncheni Filmfesztivál
- Kikötői történet – Legjobb külföldi film (2011)[30]